# Area no Kishi
Area no Kishi (エリアの騎士 Eria no Kishi?) conocido en español como El Caballero del Área y en inglés como The Knight in the Area, es un manga escrito por Hiroaki Igano e ilustrado por Kaya Tsukiyama. Fue adaptado a una serie anime por Shin-Ei Animation y transmitido por TV Asahi desde el 7 de enero hasta el 28 de septiembre de 2012.

## Argumento
Kakeru Aizawa es el hermano menor de Suguru Aizawa, un prodigio del fútbol que pertenece a la selección nacional sub - 15 de Japón. Antes de la serie, Kakeru deja su posición como delantero después de una experiencia traumática que le impidió jugar con su pierna izquierda y se conforma con un cargo directivo. Después de que los dos son arrollados por un camión, Suguru muere y su corazón es trasplantado en el cuerpo de Kakeru. Con él, Kakeru vuelve al fútbol para lograr el sueño de su hermano de ganar la Copa del Mundo.

### Personajes principales
Kakeru Aizawa (逢沢 駆?)
Voz por: Yūko Sanpei, Nicolás Carmona (latino)
El hermano menor de Suguru. Originalmente un delantero, pero debido a su debilidad en su lado izquierdo se desempeña como director del equipo del club de fútbol, aunque secretamente practicaba fútbol en el parque por la noche. Las cosas comenzaron a cambiar a medida que su amiga de la infancia Mishima Nana regresa a Japón un día. Un accidente de tráfico hace que Kakeru  realiza su sueño de jugar al fútbol. Araki, una persona que se dice que tiene una pasada final mejor que Suguru. Kakeru se convierte en un amigo de Araki porque su hermano lo admiraba.
Nana Mishima (美島 奈々?)
Voz por: Shizuka Itō, Consuelo Pizarro (latino)
Amiga de la infancia de Suguru y Kakeru, apodada Seven. Desde su regreso de Los Ángeles, se ha convertido en una directora, como Kakeru. Ella es experta en el fútbol y tiene una misteriosa relación con Silva.
Suguru Aizawa (逢沢 傑?)
Voz por: Jun Fukuyama, Motoko Kumai, Felipe Waldhorn (latino)
Suguru Aizawa es un centrocampista genio y capitán del equipo de fútbol de la escuela, que incluso actuó en la selección sub - 15 de Japón. Se espera por muchos para asumir el futuro del mundo del fútbol de Japón. Él es consciente del talento de su hermano pequeño como un jugador de fútbol y se irrita por la falta de motivación de Kakeru. En el Volumen 2 Suguru tiene un accidente, donando su corazón a Kakeru que está a punto de morir, sabiendo que, él también no tiene mucho tiempo de vida,  dando a su vez el sueño de ganar la copa del mundo.

## Contenido de la obra

### Manga
La obra fue escrita por Hiroaki Igano e ilustrado por Kaya Tsukiyama. La serie es serializado en la Weekly Shonen Magazine a partir de 2006. Más de 51 volúmenes ha sido compilado a partir de los capítulos individuales.

### Anime
La adaptación de la serie en un anime fue anunciado por primera vez en la edición número 43 de la revista Weekly Shonen Magazine en 2011. Es producida por Shin-Ei Animation y dirigida por Hirofumi Ogura. El 5 de enero de 2012, Crunchyroll anunció la transmisión simultánea de Area no Kishi para occidente. La serie se estrenó el 7 de enero de 2012 en TV Asahi.
Los episodios utilizan la música como un tema de la corriente: un tema de apertura titulado "Higher Ground" (ハ イ ヤ ー グ ラ ウ ン ド" haiya Guraundo " ? ) por "S.R.S.".